# Łukasz Witt-Michałowski
Łukasz Witt-Michałowski (ur. 8 października 1974 w Lublinie) – polski reżyser teatralny, a także aktor teatralny i filmowy, założyciel i dyrektor lubelskiej Sceny InVitro.

## Biografia
W czasach licealnych był aktorem lubelskiego Teatru Panopticum. Absolwent Wydziału Aktorskiego Państwowej Wyższej Szkoły Teatralnej w Krakowie – Filii we Wrocławiu (1998), a także Wydziału Reżyserii Teatralnej w Hessische Theaterakademie we Frankfurcie nad Menem (2004).
Jako aktor pracował w Teatrze Nowym w Łodzi oraz w Teatrze im. Stanisława Ignacego Witkiewicza w Zakopanem.
W roku 2005 wystawiał jako reżyser spektakle w Teatrze im. Stanisława Ignacego Witkiewicza w Zakopanem oraz  w Teatrze Polskim we Wrocławiu.
W roku 2006 zrealizował spektakl Kamienie w kieszeniach, za który otrzymał Grand Prix Publiczności na Festiwalu Kontrapunkt w Szczecinie i Anioła Publiczności na II Wiosennym Festiwalu Teatralnym w Bielsku-Białej.
W grudniu 2007 utworzył w Lublinie Scenę Prapremier InVitro (obecnie Scena InVitro), której dyrektorem i reżyserem pozostaje do dziś.
Oprócz typowej pracy reżyserskiej angażuje się w projekty z pogranicza teatru i wychowania. Jest opiekunem teatru szkolnego zrzeszającego uczniów Gimnazjum i Liceum Paderewski w Lublinie. W ramach autorskiego pomysłu Teatr „Pod celą”, w którym zrealizował spektakl Lizystrata pracował z osadzonymi w lubelskim areszcie śledczym, za co w roku 2009 otrzymał Złotą Odznakę Ministra Sprawiedliwości za zasługi w pracy penitencjarnej.
Stypendysta organizacji Carl zum aufgehenden Licht we Frankfurcie nad Menem, przyznającej stypendia studentom o wybitnych zdolnościach i osiągnięciach naukowych, stypendysta Ministra Kultury i Dziedzictwa Narodowego (2015), Człowiek roku w Plebiscycie „Dziennika Wschodniego” (2017).

## Spektakle
- 2005 Tangen, przedstawienie na motywach Głodu Knuta Hamsuna, Teatr Witkacego w Zakopanem
- 2005 Pustynia Tankreda Dorsta,  Teatr Polski we Wrocławiu
- 2008 Nic co ludzkie (wspólnie z Pawłem Passinim i Piotrem Ratajczakiem), Scena Prapremier InVitro
- 2008 Pool (no water) na podstawie dramatu Marka Ravenhilla, Scena Prapremier InVitro
- 2009 Zły scenariusz: Dariusz Jeż, Grzegorz Kondrasiuk; Scena Prapremier InVitro
- 2009 Ostatni taki ojciec Artura Pałygi, Scena Prapremier InVitro
- 2010 Głód Knuta Hamsuna, Teatr Centralny w Lublinie
- 2010 Śmierć szczęśliwa Alberta Sumaka, Scena Prapremier InVitro
- 2010 Bitwa o Nangar Khel Artura Pałygi, Teatr Polski w Bielsku-Białej
- 2012 Aporia 43 Artura Pałygi, Scena Prapremier InVitro
- 2013 Liza wg F. Dostojewskiego, Scena Prapremier InVitro
- 2015 Tata ma kota Szymona Bogacza, Scena Prapremier InVitro
- 2017 Pogrom w przyszły wtorek (wspólnie z Norbertem Rudasiem, odpowiedzialnym za sceny filmowe) - adaptacja powieści kryminalnej Marcina Wrońskiego, Scena InVitro
- 2017 Ponowne Zjednoczenie Korei Joëla Pommerata, Scena InVitro
- 2018 Przepis na Cohena (A recipe for Cohen), spektakl muzyczny opowiadający o miejscu odosobnienia Leonarda Cohena i tajemniczych gościach, którzy przybywają tam, by się z nim zobaczyć; Scena InVitro
- 2019 Ja, Kaspar - spektakl na podstawie sztuki Petera Handkego; Scena InVitro
- 2020 Gliny z innej gliny I - Pierwszy odcinek teatralnego serialu kryminalnego, zrealizowany na podstawie opowiadania Roberta Ostaszewskiego Ten cholerny wrzesień z tomu Marcina Wrońskiego Gliny z innej gliny.
- 2020 Margules. Nieobecność; Scena InVitro
- 2020 Gliny z innej gliny II - Drugi odcinek teatralnego serialu kryminalnego, zrealizowany na podstawie opowiadania Złota robota autorstwa Marcina Wrońskiego z tomu Gliny z innej gliny.
- 2022 Nacht - niemieckojęzyczny spektakl na motywach Noc. Słowiańsko-germańska tragifarsa medyczna Andrzeja Stasiuka
- 2022 Gliny z innej gliny cz. III: Ryngraf - Trzeci odcinek teatralnego serialu kryminalnego, zrealizowany na podstawie opowiadania Trzej przyjaciele z budowy autorstwa Marcina Wrońskiego.

## Nagrody i osiągnięcia
- 2007 Grand Prix Publiczności na 42. Przeglądzie Teatrów Małych Form KONTRAPUNKT w Szczecinie za spektakl Kamienie w kieszeniach[1].
- 2008 Anioł Publiczności na II Wiosennym Festiwalu Teatralnym w Bielsku-Białej dla przedstawienia Kamienie w kieszeniach.
- 2009 Indywidualna nagroda dla Łukasza Witt-Michałowskiego za reżyserię, rekomendacja do wystawienia na deskach Teatru Narodowego oraz do rejestracji przez TVP Kultura XV Ogólnopolski Konkurs na Wystawienie Polskiej Sztuki Współczesnej powołanego przez Ministra Kultury i Dziedzictwa Narodowego.
- 2009 Nagroda za spektakl dla reżysera, autora tekstu i autora muzyki oraz zespołu aktorskiego VIII Festiwal Prapremier w Bydgoszczy za Spektakl Ostatni taki ojciec.
- 2009 Złota Odznaka Ministra Sprawiedliwości dla Łukasza Witt-Michałowskiego za zasługi w pracy penitencjarnej za projekt Teatr Pod celą.
- 2009 Pierwsza nagroda specjalna na X Ogólnopolskim Festiwalu Teatrów Niezależnych w Ostrowie Wielkopolskim za spektakl Nic co ludzkie.
- 2009 Indywidualna nagroda za reżyserię podczas XV edycji Ogólnopolskiego Konkursu na Wystawienie Polskiej Sztuki Współczesnej za spektakl Ostatni taki ojciec[2].
- 2009 Nagroda Prezydenta Miasta Lublin za upowszechnianie kultury.
- 2010 Nagroda jurorów festiwalu, Nagroda Publiczności i wyróżnienie Dziennikarzy dla Łukasza Witt-Michałowskiego XII Ogólnopolski Festiwal Sztuki Reżyserskiej Interpretacje w Katowicach za Spektakl Ostatni taki ojciec.
- 2010 Nagroda Prezydenta Miasta Lublin za upowszechnianie kultury.
- 2018 Nagroda Artystyczna Prezydenta Miasta Lublina za realizację widowiska Pogrom w przyszły wtorek według powieści Marcina Wrońskiego.
- 2022 Medal Prezydenta Miasta Lublin za zasługi na rzecz lubelskiej kultury oraz bogaty dorobek i znaczące osiągnięcia w pracy artystycznej.

## Filmografia
- 1996: Szamanka (student)
- 1998–2000: serial Syzyfowe prace (Tymkiewicz)
- 2000: Syzyfowe prace (Tymkiewicz)